# Wiktoria Muklanowicz
Wiktoria Muklanowicz (ur. 23 września 1876 w Warszawie, zm. 14 listopada 1938 tamże) – działaczka społeczno-oświatowa, popularyzatorka czytelnictwa, bibliotekarka.

## Życiorys
Urodziła się 23 września w Warszawie jako córka architekta Bronisława i Leonii z.d. Zawadzkich. Kształciła się na pensji Izabeli Smolikowskiej (dzisiaj IX LO im. Klementyny Hoffmanowej), z której jednak z powodu choroby zrezygnowała po szóstej klasie, i prywatnych kompletach. Przez trzy lata uczęszczała na wykłady humanistyczne na Uniwersytecie Latającym.

### Działalność społeczna
W 1896 przystąpiła do tajnego Stowarzyszenia Oświatowego Kobiet i zajmowała się tam organizowaniem bibliotek ruchomych i rozsyłaniem ich na tereny Królestwa Polskiego oraz Rosji. Równocześnie przez dziesięć lat pracowała w czytelniach bezpłatnych Warszawskiego Towarzystwa Dobroczynności. Od 1901 do 1904 była współwłaścicielką księgarni Justyny Lisowskiej. W latach 1904-1907 weszła we współpracę z Polską Partią Socjalistyczną, podczas której założyła w mieszkaniu rodziców przy ulicy Pięknej skład nielegalnych druków oraz przenosiła broń.
Po śmierci pozostawiła po sobie fundusz przeznaczony na wydawanie książek popularnych dla młodzieży i prac poświęconych bibliotekarstwu i czytelnictwu.

### Działalność dla Biblioteki Publicznej i naukowa
W czerwcu 1904 rozpoczęła pracę w Czytelni Naukowej, która w 1907 została przejęta przez Towarzystwo Biblioteki Publicznej. Z Biblioteką Publiczną związała się na całe życie, od 1921 będąc zastępczynią dyrektora oraz kierowniczką Działu Zasadniczego. Wraz z  Faustynem Czerwijowskim przyczyniła się w głównej mierze do rozwoju biblioteki. 
W latach 1918-1924 wykładała bibliografię i bibliognozję na kursach bibliotecznych; w latach 1924-1928 prowadziła seminarium bibliograficzne w Wolnej Wszechnicy Polskiej, zaś od 1929 do 1937 wykładała katalogowanie w Szkole Bibliotekarskiej przy Bibliotece Publicznej.  
W roku 1923 była członkinią zespołu do opracowania przepisów katalogowania alfabetycznego w bibliotekach polskich. 
W 1925 przy ulicy Koszykowej użyczono miejsca w magazynach na przyszłe zbiory Biblioteki Narodowej i na prośbę jej ówczesnego dyrektora, Stefana Dembego, zorganizowano też przeszkolenie 26 przyszłych pracowników (tzw. dembiaków), zatrudnionych do opracowania tych zbiorów. Wiktoria Muklanowicz sprawowała wówczas nad tą grupą opiekę merytoryczną. 

### Śmierć, pogrzeb i upamiętnienie
Zmarła 14 listopada 1938 roku z powodu anemii i została pochowana 16 listopada tego samego roku na Cmentarzu Powązkowskim. Ludwik Krzywicki pisał o jej pogrzebie m.in. „Nad jej grobem było parę przemówień – nie owych słów zimnych, urzędowych … A wszystkie podnosiły jej zachowanie się bądź względem towarzyszów pracy, bądź czytelników”.

## Opinia publiczna
Cieszyła się szacunkiem i uznaniem nie tylko ze względu na swoją wiedzę i umiejętności bibliotekarskie, lecz również z powodu bycia osobą o szerokich horyzontach, czemu sprzyjała znajomość języków obcych (angielski, francuski, niemiecki, rosyjski, włoski). Posiadała dużą wiedzę i zamiłowanie do wielu dziedzin sztuki, zwłaszcza muzyki i teatru. Utrzymywała kontakty z ludźmi nauki i kultury, m.in. Ludwikiem Krzywickim, Karolem Stromengerem i Henrykiem Kołodziejskim.

## Odznaczenia
Została odznaczona Złotym Krzyżem Zasługi i Medalem Niepodległości.